# Campo Bom
Campo Bom is een gemeente in de Braziliaanse deelstaat Rio Grande do Sul. De gemeente telt 60.081 inwoners (schatting 2010).

## Aangrenzende gemeenten
De gemeente grenst aan Dois Irmãos, Novo Hamburgo en Sapiranga.

## Geboren
- Marcelo Grohe (1987), voetballer